# The Era 2010 World Tour
A The Era 2010 World Tour Jay Chou tajvani mandopopénekes negyedik koncertalbuma, mely 2011. január 31-én jelent meg a Sony Music gondozásában. A kétlemezes albumhoz DVD is tartozik, melyen a koncertfelvételen kívül exkluzív színpad mögötti felvételek, valamint a Jolin Tsai-jal közösen előadott duett is helyet kapott.